# 크레팅가구

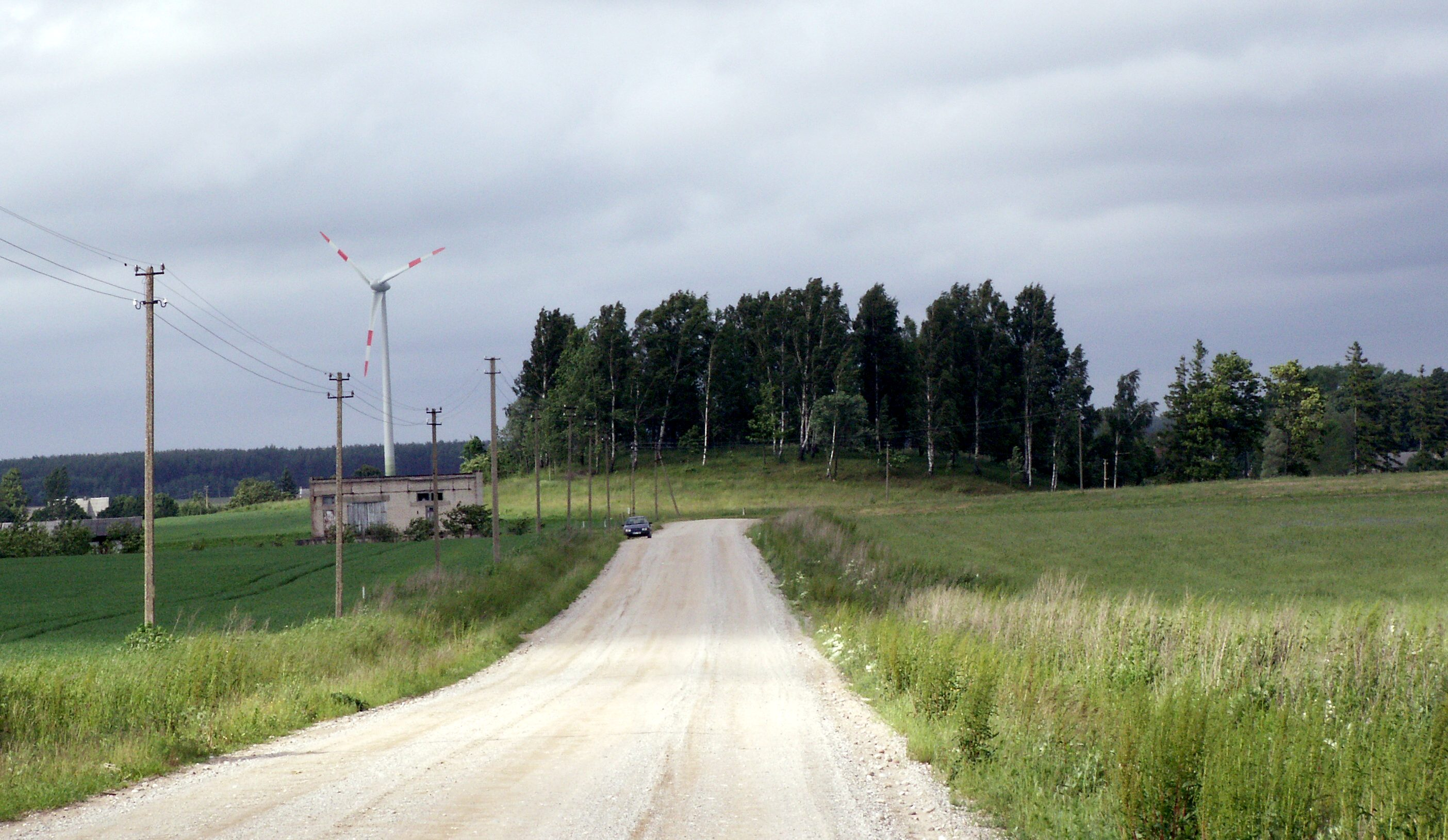
크레팅가구 루다차이 마을 인근의 모습

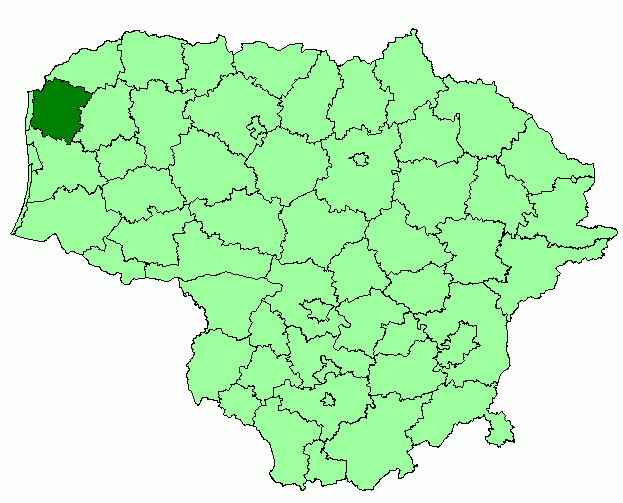
크레팅가구의 위치

크레팅가구(리투아니아어: Kretingos rajono savivaldybė)는 리투아니아 클라이페다주를 구성하는 7개 지방 자치체 가운데 하나로 행정 중심지는 크레팅가이며 면적은 989km2, 인구는 39,758명(2015년 기준), 인구 밀도는 40.2명/km2이다. 클라이페다주 클라이페다구, 팔랑가시, 스쿠오다스구, 텔샤이주 플룽게구와 접한다.

지방 자치체 문장